# Psalmopoeus intermedius
Psalmopoeus intermedius é uma espécie de aranha pertencente à família Theraphosidae (tarântulas).